# Sailing to Philadelphia (singolo)
Sailing to Philadelphia è un brano musicale di Mark Knopfler, pubblicato come singolo nel 2001. La canzone è un duetto fra lo stesso Knopfler e James Taylor.
Il pezzo è ispirato al romanzo storico Mason & Dixon di Thomas Pynchon: il testo è costruito su un dialogo immaginario tra Jeremiah Dixon, interpretato da Knopfler, e Charles Mason, impersonato da Taylor.